# Stávros Theodorákis
Pour les articles homonymes, voir Theodorakis (homonymie).
Stávros Theodorákis (en grec Σταύρος Θεοδωράκης), né le 21 février 1963 à Drapaniás près de La Canée en Grèce, est un journaliste et homme politique grec, dirigeant de La Rivière.

## Biographie
Aux élections législatives grecques de janvier 2015, il est élu député au Parlement grec sur la liste de La Rivière dans la circonscription de La Canée.